# Amel Khamtache
 Amel Khamtache, née le 4 mai 1981 à Béjaïa, est une joueuse algérienne de volley-ball et de Beach-volley. En 2012, elle participe aux jeux olympiques d'été.

## Club
club actuel : GSP 
 club précédent : NCBéjaïa 